# Königstuhl (Odenwald)
Königstuhl – góra w południowo-zachodnich Niemczech, w paśmie Odenwald. Szczyt jest najwyżej położonym w Małym Odenwaldzie i dziesiątym w całym paśmie górskim. Leży częściowo w granicach administracyjnych Heidelbergu (Badenia-Wirtembergia), dominując nad rzeką Neckar i Niziną Górnoreńską. Ma wysokość 567,8 metrów n.p.m. i wznosi się 450 m nad okolicznymi dolinami. Ze szczytu rozciąga się widok na Nizinę Górnoreńską, a przy sprzyjających okolicznościach widać wzniesienia Lasu Palatynackiego. Wzgórze znajduje się na terenie parku krajobrazowego Doliny Neckaru-Odenwald.
Dolna część góry jest mocno zabudowana. Na północnym stoku stoją ruiny gotycko-renesansowego zamku. Na szczyt można wyjechać kolejką górską (Heidelberger Bergbahn) od strony zamku, lub autobusem komunikacji miejskiej. Znajduje się tam punkt widokowy, trzy wieże (radiowa, telewizyjna, wojskowa), kilka instytutów naukowych związanych z fizyką, astronomią i biologią oraz park postaci z bajek.